# Discosauriscus
Discosauriscus is een geslacht van kleine uitgestorven Seymouriamorpha dat leefde in wat nu Midden- en West-Europa is in het Vroeg-Perm. De beste fossielen zijn gevonden in de Broumov- en Bačov-formaties van Boskovice Furrow, in de Tsjechische Republiek.

## Naamgeving
Discosauriscus heeft een ingewikkelde naamgevingsgeschiedenis die tot veel verwarring heeft geleid. In net midden van de negentiende eeuw werden in Moravië skeletjes gevonden van kleine basale Tetrapoda. In 1876 benoemde Alexander Makowsky daarvoor een soort van Archegosaurus: Archegosaurus austriacus, 'de Oostenrijkse' omdat het gebied indertijd deel uitmaakte van Oostenrijk-Hongarije. Het lectotype daarvan is tegenwoordig MU-P-0010, gevonden op de Pricna zmola-vindplaats bij Mala Lhota nabij Cerna Hora. In 1876 gaf Makowsky echter geen holotype aan. Hij beschreef een hele reeks fossielen als syntypen, afkomstig van verschillende locaties.

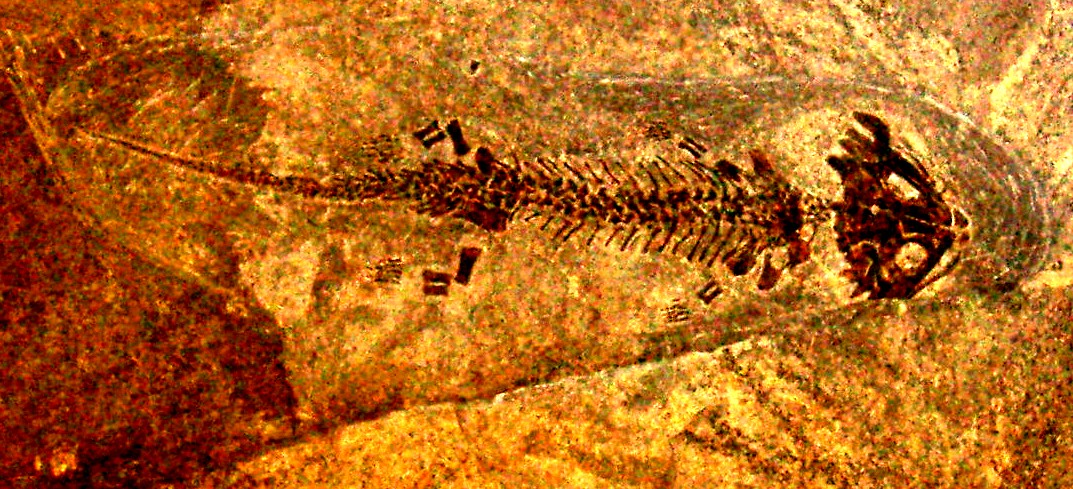
"Letoverpeton austriacum"

In 1879 concludeerde Antonín Frič dat in het materiaal minstens vier vormen aanwezig waren. Een daarvan benoemde hij als een soort van Melanerpeton: Melanerpeton pulcherrimum, de 'zeer schone'. De soortaanduiding verwees naar de gaafheid van het holotype: CGH 3478, Orig 224, een skeletje gevonden bij Ruprechtice ofwel Ruppersdorf. In 1878 had hij al een Melanerpeton pusillum benoemd op basis van slecht materiaal.
In 1883 meende Hermann Credner dat Melanerpeton pulcherrimum een apart geslacht verdiende dat hij benoemde als Discosaurus, de 'schijfsauriër'. De typesoort van dat geslacht is Melanerpeton pulcherrimum, de combinatio nova Discosaurus pulcherrimus. Als tweede soort benoemde Credner in 1883 een Discosaurus permianus op basis van slecht materiaal. Het was Credner echter ontgaan dat Joseph Leidy in 1851 een zeereptiel benoemd had als Discosaurus vetustus. De geslachtsnaam was dus al bezet. De eerste die dit opviel was Oskar Kuhn in 1933 die vervangingsnaam Discosauriscus gaf.
Frič was in 1879 echter nog niet klaar met benoemen. Hij beschreef een Melanerpeton phalax gebaseerd op holotype CGH 153. In 1883 werd dat gevolgd door een Branchiosaurus moravicus.
Het verwarrende materiaal bleef maar potentiële soorten opleveren. Latere geleerden probeerden die in één enkel geslacht onder te brengen. Soms koos men daarvoor Melanerpeton. Het type daarvan was echter eigenlijk te slecht. In 1947 benoemde Alfred Romer een Phaiherpeton. In 1952 benoemde Spiner een Letoverpeton. Uiteindelijk werd Discosauriscus het overkoepelende geslacht. Verdere soorten daarvan werden dan Discosauriscus austriacus, Discosauriscus permianus en Discosauriscus potamites. De laatste soort is het oudere Melanerpeton potamites Steen, 1938. Direct in het geslacht benoemd zijn Discosauriscus egregius Shishkin, 1968 en Discosauriscus purlensis Shishkin, 1968, de laatste gebaseerd op specimen 1538/18.

## Kenmerken
Er werd lang gedacht dat discosaurisciden bekend waren van larvale of neotenische vormen, en er waren drie ontogenetische stadia onderscheiden. Recentere studies concludeerden echter dat er enkele subadulte, waarschijnlijk landbewonende exemplaren bekend waren, dus het argument voor neotenie in dit taxon is niet zo goed onderbouwd als ooit werd gedacht. Discosauriscus had brede kaken met scherpe tanden, korte ledematen en een relatief lange staart. De falangeale formule was 2-3-4-5-3 voor zowel achter- als voorpoten. Het lichaam was bedekt met ronde schubben met concentrische ringen en er is een goed bewaard gebleven zijlijnsysteem beschreven.
Discosauriscus kan elektroreceptieve organen hebben gehad.
In 2007 werd geclaimd dat men eiwitten en DNA geïsoleerd had van een specimen. Meestal wordt dit verklaard door aan te nemen dat de samples vervuild zijn geraakt door jonger DNA.

## Classificatie
Discosauriscus behoort tot de orde Seymouriamorpha en is het typegeslacht van de familie Discosauriscidae. Momenteel erkend zijn de twee geldige soorten Discosauriscus austriacus en Discosauriscus pulcherrimus. Letoverpeton is een jonger synoniem van Discosauriscus.